# Формальова Валерія Євгеніївна
Валерія Євгеніївна Формальова — молодший сержант Збройних Сил України, учасниця російсько-української війни, що загинула у ході російського вторгнення в Україну в 2022 році.

## Життєпис
Валерія Формальова народилася у 2000 році в Рубіжному на Луганщині. Після закінчення загальноосвітньої школи навчалася у Луганському державному медичному університеті: здобувала фах фармацевта. 
Після початку антитерористичної операції переїхала до Кривого Рогу. У 2019 році поїхала на фронт, стала бойовим медиком та боронила рідну Луганщину. 
З початком повномасштабного російського вторгнення в Україну перебувала на передовій. На фронті служила бойовою медичкою у складі 17-ї окремої Криворізької танкової бригади ім. Костянтина Пестушка. Загинула Валерія Формальова у квітні 2022 року під час обстрілу поблизу селища Новотошківське на Луганщині. З чотирма фронтовиками вона зайшла у бліндаж після перезмінки, і туди влучив снаряд. 
Про смерть військовослужбовиці повідомила її подруга. Чин прощання із бойовою медичкою відбувся 23 квітня 2022 року. Поховали загиблу на Алеї слави Центрального кладовища у Кривому Розі.

## Родина
У загиблої залишилися мама те сестри.

## Спогади друзів
Подруга загиблої зі сльозами згадує Валерію. Саме вона, товаришка Аліна, організувала поховання Героїні у Кривому Розі – місті її мрії, у яке дівчина просто закохалася. І це місто стало для неї не землею її радощів і кохання, а останнім спочинком. Мама Лєри та її сестрички – дівчатка десяти і семи років навіть не змогли приїхати, щоб попрощатися з найріднішою, бо окупанти не випускають їх з Рубіжного.
«Крім того, що Лєра була медсестрою, вона гарно співала, і дуже-дуже любила малювати. Ми з нею часто говорили про те, як вона повернеться з війни до Кривого Рогу, і розмалює всі стіни в моїй квартирі. Вона була такою життєрадісною… Говорила мені, коли було важко: «Аль, не ний, не варто, все буде  добре!», - каже Аліна.

## Нагороди
- Орден «За мужність» III ступеня (2022, посмертно) — за особисту мужність і самовіддані дії, виявлені у захисті державного суверенітету та територіальної цілісності України, вірність військовій присязі[3].